# Third Wire
Third Wire ist ein in Austin, Texas, USA ansässiger Computerspielentwickler und entwickelt und vermarktet seit 2002 eine Reihe von Kampfflugzeug-Simulationsspielen für Microsoft Windows. Alleinstellungsmerkmal der Serie ist das Konzept der Programm-Architektur, für die von Firmengründer und Chefentwickler Tsuyoshi Kawahito Werkzeuge angeboten werden, mit denen interessierte Nutzer, die im Besitz der 3D-Modellierungssoftware 3ds Max sind, selbst Modelle von Flugzeugen, Fahrzeugen und Schiffen erstellen und in das Spiel integrieren können.

## Spiele
Das Entwicklungsziel waren Simulationen, die von Tsuyoshi Kawahito selbst als sogenannte „Lite sims“, also Simulationen mit Vereinfachungen, beschrieben wurden und die im Gegensatz zu Programmen wie Falcon 4.0, welche eine hohe Detailtreue des simulierten Flugzeugs anstreben, stehen.
Zu der Serie gehören die im Folgenden aufgelisteten Spiele, alle Angaben beziehen sich auf das Auslieferungsstadium:
- Strike Fighters Project 1, Veröffentlichung im Oktober 2002. Die Geschichte ist in zwei fiktiven Ländern des Mittleren Ostens angesiedelt und spielt vor dem Hintergrund eines Stellvertreterkrieges zwischen den beiden Machtblöcken des Kalten Krieges. Die Spielhandlung findet zwischen 1959 und den frühen 1970er Jahren statt und bietet folgende spielbaren Modelle an, allesamt amerikanische Flugzeuge: F-100 Super Sabre, F-104 Starfighter, A-4 Skyhawk und F-4 Phantom II. Die Spielgegner verfügen meistens über diverse MiG-Typen, u. a. MiG-17 Fresco und MiG-21 Fishbed.
- Wings over Vietnam, Veröffentlichung im November 2004. Es sind die drei Hauptphasen des Vietnamkriegs mit der Operation Rolling Thunder, Operation Linebacker und Operation Linebacker II aus amerikanischer Sicht in der Spielhandlung integriert. Der Spieler hat die Wahl, als US-Air-Force-, US-Navy- oder US-Marines-Pilot anzutreten, auf Basis dieser Entscheidung bestimmen sich auch die auswählbaren Flugzeugmodelle, spielbar sind: F-100 Super Sabre, F-105 Thunderchief, A-4 Skyhawk, A-6 Intruder, A-7 Corsair II, F-8 Crusader und F-4 Phantom II. Die gegnerischen Flugzeuge sind MiG-17 Fresco, MiG-19 Farmer und MiG-21 Fishbed.
- First Eagles, Veröffentlichung 2006. Die Handlung ist während der Luftkämpfe des Ersten Weltkrieges 1917 und 1918 über der Westfront angesiedelt.
- Wings over Europe, Veröffentlichung im Mai 2006. Thema dieses Spiels ist ein fiktiver Dritter Weltkrieg in der Gestalt von Kämpfen ohne Massenvernichtungswaffen auf deutschem Boden zwischen Kräften der NATO und des Warschauer Pakts in der Zeit zwischen 1962 und 1984. Dem Spieler stehen folgende Flugzeuge zur Auswahl bereit: A-10 Thunderbolt II; Hawker Siddeley Harrier, Hawker Hunter FGA.9 Version, F-100 Super Sabre, F-105 Thunderchief, F-4 Phantom II, auch als F-4M für die RAF und F-4F für die Luftwaffe und die F-15 Eagle. Primär für dieses Spiel sind extrem umfangreiche Modifikationen veröffentlicht worden: Nato Fighters I–IV, welche neue Flugzeuge und Kampagnen bringen[1][2][3][4], sowie Operation Desert Storm, ein Reenactment des Zweiten Golfkriegs 1991.
- Wings over Israel, Veröffentlichung im Februar 2008. Thema des Spiels sind Konflikte im Nahen Osten, der Nutzer spielt für die israelische Seite wahlweise in den Kampagnen zum Sechstagekrieg 1967, dem Jom-Kippur-Krieg 1973 und dem Libanonkrieg 1982. Hier stehen dem Spieler israelische Versionen der A-4 Skyhawk (A-4E Ahit, A-4F Ahit, A-4H Ahit), der F-4 Phantom II (F-4E Kurnass), der F-15 Eagle (F-15A Baz), der F-16 Fighting Falcon (F-16A Netz), der Dassault Mirage III (Mirage IIIC Shahak) und die lokal entwickelten Flugzeute IAI Nescher und IAI Kfir als Kfir C.2 zur Auswahl bereit.

Danach wurden Spiele veröffentlicht, die für Windows Vista oder neuer optimiert waren. Von SFP1 bis WOI verlangte das Einfügen eines Mods das Ergänzen oder Modifizieren von Dateien im Programmordner, was durch die Benutzerkontensteuerung sehr umständlich war. Der Entwickler berücksichtigte dies in der Weise, dass Mods nicht mehr in den Programmordner installiert werden mussten, sondern in einem speziellen Mod-Ordner im Bereich der Nutzerdateien, der nicht mehr von der UAC erfasst wurde, abgelegt werden konnten. Die Veröffentlichungen sind bis heute (Dezember 2011) Überarbeitungen der ersten Serie und umfassen eine neuere Game-Engine und überarbeitete 3D-Modelle. Es handelt sich um die Spiele:
- Strike Fighters 2, Strike Fighters 2 Vietnam, Strike Fighters 2 Europe und Strike Fighters 2 Israel

## Annahme durch das Publikum
Es gibt große Gemeinschaften im Internet, auf denen sich die Liebhaber dieser Spiele organisieren und auch ihre selbst erstellten Spielergänzungen (sogenannte Mods) zum kostenlosen oder kostenpflichtigen Download anbieten. Die Game Engine selber bei jedem Spiel sehr ähnlich, so dass ein Flugzeug-Mod für beispielsweise Strike Fighters Project 1 auch in Wings over Vietnam in der Regel uneingeschränkt nutzbar ist, allerdings sind Modelle, die für Strike Fighters 2 konzipiert wurden, nur eingeschränkt in den älteren Spielen nutzbar.